# Marie-Thérèse Bardet
Marie-Thérèse Bardet (2 juni 1898 – 8 juni 2012) was een Franse supereeuwelinge.

## Levensloop
Bardet werd geboren in Lorient in 1898. Ze overleed op 114-jarige leeftijd in Pontchateau. Op dat moment was ze de oudste levende Europeaan en de op vijf na oudste persoon ter wereld. Ze was ook de laatste Franse overlever uit de jaren 1800.